# Pia (Pyrénées-Orientales)
Pia is een gemeente in het Franse departement Pyrénées-Orientales (regio Occitanie). De plaats maakt deel uit van het arrondissement Perpignan. De gemeente telde 11.174 inwoners op 1 januari 2022.
Pia was lange tijd een kleine plaats rond de parochiekerk maar de gemeente is sterk verstedelijkt door de nabijheid van Perpignan. Op de vruchtbare laagvlakte in het noorden werden groenten geteeld en de hogere delen werden gebruikt voor wijnbouw. In de jaren 1940-50 begon de verstedelijking langsheen enkele grote wegen. In de jaren 1970-80 werden nieuwe woonwijken gebouwd. En na 2010 volgde een nieuwe bouwgolf. Ook vestigde er zich industrie.

## Geografie
De oppervlakte van Pia bedroeg op 1 januari 2022 13,18 vierkante kilometer; de bevolkingsdichtheid was toen 847,8 inwoners per km². De gemeente ligt in de streek Salanque. De lagere delen in het noorden zijn vruchtbaar door slib afgezet door de rivieren Llabanère en Agly. De hogere delen zijn rotsachtig.
De onderstaande kaart toont de ligging van Pia met de belangrijkste infrastructuur en aangrenzende gemeenten.

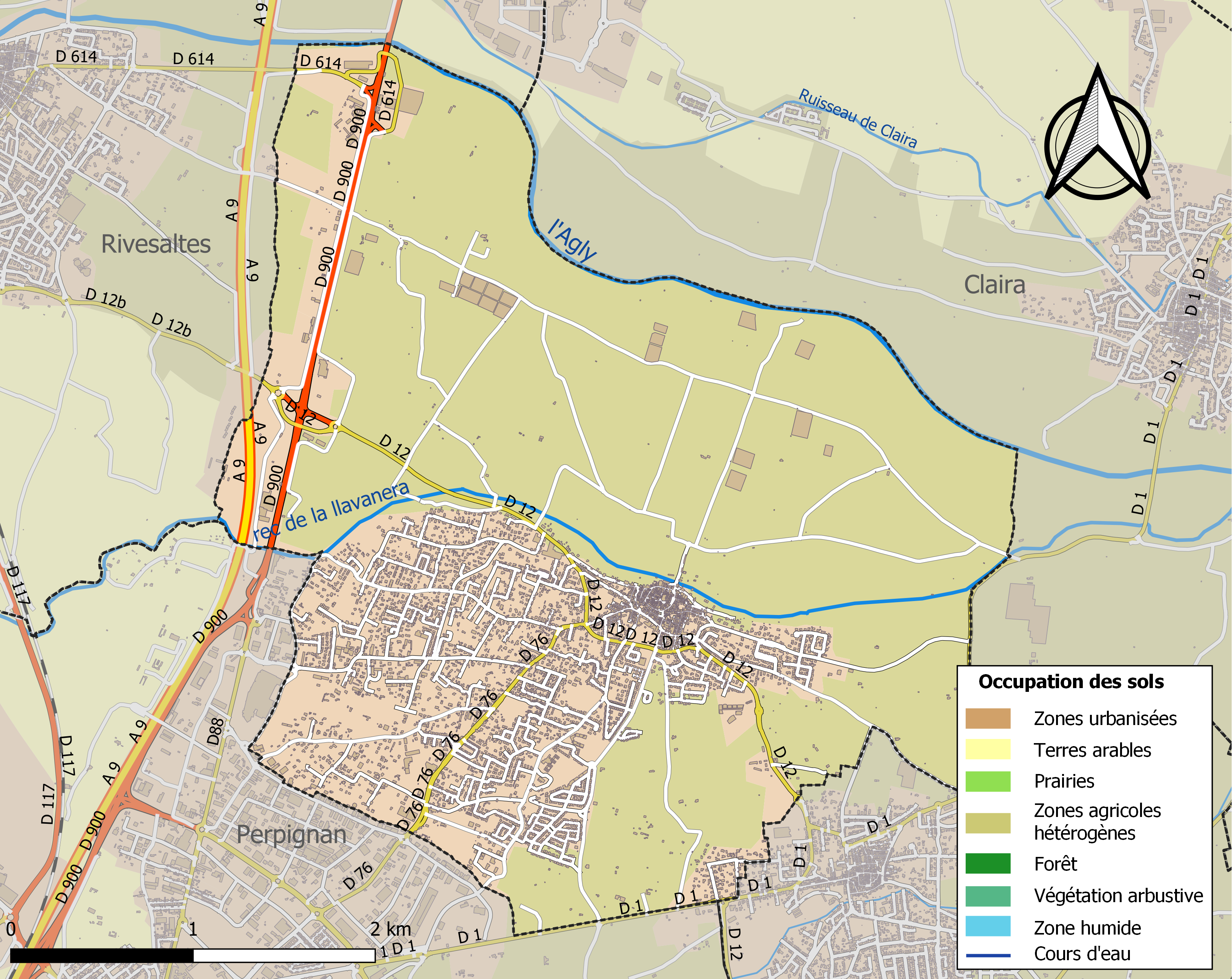

## Demografie
Onderstaande figuur toont het verloop van het inwonertal (bron: INSEE-tellingen).